# Einstein on the Beach
Einstein on the Beach è un'opera composta da Philip Glass, progettata e diretta da Robert Wilson. Essa contiene anche scritti di Christopher Knowles, Samuel M. Johnson e Lucinda Childs.
È il primo e più lungo spartito per opera di Philip Glass e dura approssimativamente cinque ore (tre ore e mezza su CD) da eseguire senza interruzioni. Data la natura della musica (le lunghe ripetizioni di piccoli elementi, sviluppo e cambiamento molto graduali, motivi ricorrenti) e il lavoro precedente di Wilson molto più lungo, fu desiderio di Wilson che il pubblico fosse libero di andare e venire a suo piacimento.
Il testo musicale divenne il primo di una trilogia collegata tematicamente, seguito da Satyagraha (1980) e Akhnaten (1983), benché il termine trilogia sia un po' ingannevole. "Einstein on the Beach", "Satyagraha" ed "Akhnaten" sono anche conosciuti come le tre opere "ritratto" di Philip Glass. V'è comunque confusione sull'autore di "Einstein on the Beach" essendo una collaborazione tra Wilson e Glass. Essa, effettivamente, è un'opera di Wilson (regista) orchestrata da Glass.

## Storia dello spettacolo
L'opera fu eseguita per la prima volta il 25 luglio 1976, in Francia, dalla Philip Glass Ensemble e fu anche messa in scena ad Amburgo, Parigi, Belgrado, Venezia (Teatro La Fenice nel settembre 1976), Bruxelles, Rotterdam ed al Metropolitan Opera House di New York, durante il 1976.

## Sinossi
Il libretto, privo di trama, dell'opera consiste di sillabe solfeggiate, numeri e brevi segmenti di poesia o testo che si sviluppano sui temi della relatività generale, delle armi nucleari, della scienza e della radio in AM. L'opera consiste di nove scene connesse di 20 minuti separate da ciò che Wilson chiamò knee plays. I knees creano il tempo necessario per cambiare lo scenario dei sette sorprendenti allestimenti di Wilson, che furono elaborati attentamente per esercitare un'azione reciproca alla musica. L'opera richiede un'orchestra costituita da sassofono soprano e contralto, organo elettrico, flauto, clarinetto basso, ed una o due tastiere addizionali. Sulla scena appaiono vari solisti, due cori (rispettivamente di 14 e 6 persone), ballerini e quattro attori.

## Struttura
- Knee 1
- Train 1
- Trial 1
  - Entrance
  - Mr. Bojangles
  - All Men Are Equal
- Knee 2
- Dance 1
- Night Train
- Knee 3
- Trial 2
  - Prematurely Air-Conditioned Supermarket
  - Ensemble
  - I Feel the Earth Move
- Dance 2
- Knee 4
- Building
- Bed
  - Cadenza
  - Prelude
  - Aria
- Spaceship
- Knee 5

## Registrazioni
Due delle performance dell'opera sono state pubblicate, la prima nel 1979 dalla Tomato Records (poi CBS Masterworks, ora Sony Classical), la seconda nel 1993 dalla Nonesuch Records. Il primo lancio fu ridotto per adattare l'opera a quattro LP - il taglio più degno di nota fu l'eliminazione del monologo finale - mentre il secondo lancio fu avvantaggiato dall'essere registrato in CD. Le parti furono eseguite dagli attori originali con l'eccezione di Samuel M. Johnson, rimpiazzato da Jasper McGruder.